# Svyatoshinskyi (raion)
Svyatoshinskyi (em ucraniano: Святошинський район) é um dos 10 raions da cidade de Kiev.